# Michelangelo Luchi
Michelangelo Luchi (Bréscia, 20 de agosto, 1744 - Subiaco, 29 de setembro de 1802) foi um cardeal italiano.

## Biografia
Nasceu em Bréscia em 20 de agosto, 1744. Seu sobrenome também está listado como Lucchi. Sobrinho de Bonaventura Luchi (1700-1785), que foi provincial dos franciscanos conventuais e professor da Universidade de Pádua que, segundo algumas fontes, o Papa Clemente XIII quis fazer dele cardeal. Três outros tios foram sacerdotes ou religiosos, sendo o mais notável, Giovanni Ludovico (1703-1788), beneditino e abade de S. Faustino Maggiore.
Completou seus primeiros estudos em Brescia, onde estudou latim e retórica com o abade Barzani e teologia com o dominicano Pavoni. Entrou na Ordem de São Bento em Montecassino em fevereiro de 1764 e professou no mosteiro de S. Giorgio Maggiore em Veneza.
Ordenado Montecassino (sem mais informações encontradas). Professor de filosofia moral no Noviciado de Santa Giustina em Pádua; mais tarde, foi professor de teologia no Collegio di S. Anselmo , em Roma (ca. 1781). Prior do Mosteiro de Santa Maria di Praglia (Pádua) e professor de grego e hebraico na Abadia de Florença (ca. 1793). No Collegio di San Anselmo, coincidiu e tornou-se amigo de Gregorio Barnaba Chiaramonti, OSBCas., futuro Papa Pio VII. Eleito abade de Montecassino no momento da publicação de sua promoção ao cardinalato.
Criado cardeal e reservado in pectore no consistório de 23 de fevereiro de 1801; publicado no consistório de 28 de setembro de 1801; recebeu chapéu vermelho, 1º de outubro de 1801; e o título de S. Maria della Vittoria, 23 de dezembro de 1801. Abade commendatario da abadia beneditina de Subiaco, 1801. Prefeito da SC do Índice, 18 de agosto de 1802 até sua morte.
Morreu em Subiaco em 29 de setembro de 1802, de gota, na abadia beneditina de Subiaco. Exposta na igreja abacial de S. Escolástica, onde decorreu o funeral; e sepultado naquela mesma igreja, conforme seu testamento. Ele deixou uma coleção de 193 manuscritos em grego e latim para a biblioteca do Vaticano; ele também doou várias de suas obras inéditas, como uma Biblia Polyglotta e várias outras obras bíblicas.